# Nadja Vogel (Schauspielerin)
Nadja Vogel (* 18. September 1984 in Linz) ist eine österreichische Schauspielerin und Moderatorin.

## Werdegang
Nach ihrer Matura 2003 bekam Nadja Vogel ihre erste Hauptrolle in dem Kinofilm Augenleuchten von Wolfram Paulus. Für diese Rolle wurde sie 2005 auch mit dem Undine Award als beste Spielfilmdebütantin ausgezeichnet. Danach begann sie ihr Schauspielstudium an der Anton Bruckner Privatuniversität Linz, das sie nach zwei Jahren beendete. Im Anschluss wirkte sie in dem Psycho-Thriller In 3 Tagen bist du tot unter der Regie von Andreas Prochaska mit und verkörperte die Rolle der Alex. Weitere Filmaufgaben folgten.
In Iain Diltheys Inszenierung Gefangene spielte sie eine kleine Rolle, ebenso in Jo Baiers Film Das letzte Stück Himmel. Zuletzt spielte sie in der ORF-Serie Mitten im 8en die Schwester einer Hauptdarstellerin (Barbara Kaudelka).
Von 2018 bis Dezember 2021 moderierte Nadja Vogel die Morgenshow „Mehr Musik Morgen“ beim oberösterreichischen Privatradiosender Radio Arabella Oberösterreich.